# Hermann Kügler (Theologe)
Hermann Kügler SJ (* 1952) ist ein deutscher römisch-katholischer Theologe, Pastoralpsychologe und Autor.

## Leben
Kügler studierte römisch-katholische Theologie. Er ist seit 1972 Mitglied im Orden der Jesuiten und war unter anderem in Trier, München und Leipzig tätig. Von 2016 bis 2020 lebte er in Mannheim und war dort Leiter der Beratungsstelle „Offene Tür“. Seit 2020 ist er in München Beauftragter der deutschen und seit 2021 der Zentraleuropäischen Ordensprovinz für die älteren Mitglieder.
Als Pastoralpsychologe schrieb er mehrere Bücher. Er ist auch Supervisor und Lehrbeauftragter des Ruth-Cohn-Instituts für Themenzentrierte Interaktion nach Ruth Cohn.

## Publikationen (Auswahl)
- Scheitern: Psychologisch-spirituelle Bewältigungsversuche, Echter Verlag, Würzburg 2009, ISBN 978-3-429-03171-8.
- Versuchungen widerstehen?, Würzburg, Echter Verlag, 2008
- Flugstunden für die Seele, Düsseldorf : Verlag Haus Altenberg, 2001, 2. Auflage
- Denk-Pausen, Mainz, 1999, Matthias-Grünewald-Verlag